# Sobralia stenophylla
Sobralia stenophylla é uma espécie terrestre de folhas de 10 centímetros, finas, com nervuras salientes e bainhas envolvendo a parte superior de um caule ereto, de cujo ápice sai a flor solitária. É encontrada em ambiente de savana com altitude de 1000 metros, próximo a pequenos cursos de água. As flores de 10 centímetros de diâmetro duram dois dias. Floresce o ano todo.